# Vining (Minnesota)
Vining és una població dels Estats Units a l'estat de Minnesota. Segons el cens del 2000 tenia 68 habitants.

## Demografia
Segons el cens del 2000, Vining tenia 68 habitants, 32 habitatges, i 20 famílies. La densitat de població era de 20,7 habitants per km².
Dels 32 habitatges en un 21,9% hi vivien nens de menys de 18 anys, en un 56,3% hi vivien parelles casades, en un 3,1% dones solteres, i en un 37,5% no eren unitats familiars. En el 37,5% dels habitatges hi vivien persones soles el 21,9% de les quals corresponia a persones de 65 anys o més que vivien soles. El nombre mitjà de persones vivint en cada habitatge era de 2,13 i el nombre mitjà de persones que vivien en cada família era de 2,75.
Per edats la població es repartia de la següent manera: un 19,1% tenia menys de 18 anys, un 2,9% entre 18 i 24, un 25% entre 25 i 44, un 20,6% de 45 a 60 i un 32,4% 65 anys o més.
L'edat mediana era de 50 anys. Per cada 100 dones de 18 o més anys hi havia 96,4 homes.
La renda mediana per habitatge era de 21.250 $ i la renda mediana per família de 41.875 $. Els homes tenien una renda mediana de 26.667 $ mentre que les dones 21.875 $. La renda per capita de la població era de 17.866 $. Cap de les famílies i el 9,4% de la població estaven per davall del llindar de pobresa.

## Poblacions més properes
El següent diagrama mostra les poblacions més properes.